# Polizy
Polizy (německy Polis) je malá vesnice, část obce Osice v okrese Hradec Králové. Nachází se asi 1 km na sever od Osic. V roce 2009 zde bylo evidováno 24 adres. V roce 2001 zde trvale žilo 42 obyvatel.
Polizy je také název katastrálního území o rozloze 1,61 km2.